# Hammelsprung
Der sogenannte Hammelsprung (, formal schlicht: Zählung der Stimmen, zur Begriffsherkunft siehe unten) ist eine Form der Abstimmung im Deutschen Bundestag und vielen Landesparlamenten, bei der die Abgeordneten (insbesondere bei unklaren Stimmverhältnissen oder zur Feststellung der Beschlussfähigkeit) durch das Durchschreiten von verschiedenen Eingangstüren ihr Stimmverhalten ausdrücken bzw. ihre Anwesenheit dokumentieren. Ähnliche Verfahren existieren auch in anderen Ländern.

## Verfahren im Bundestag

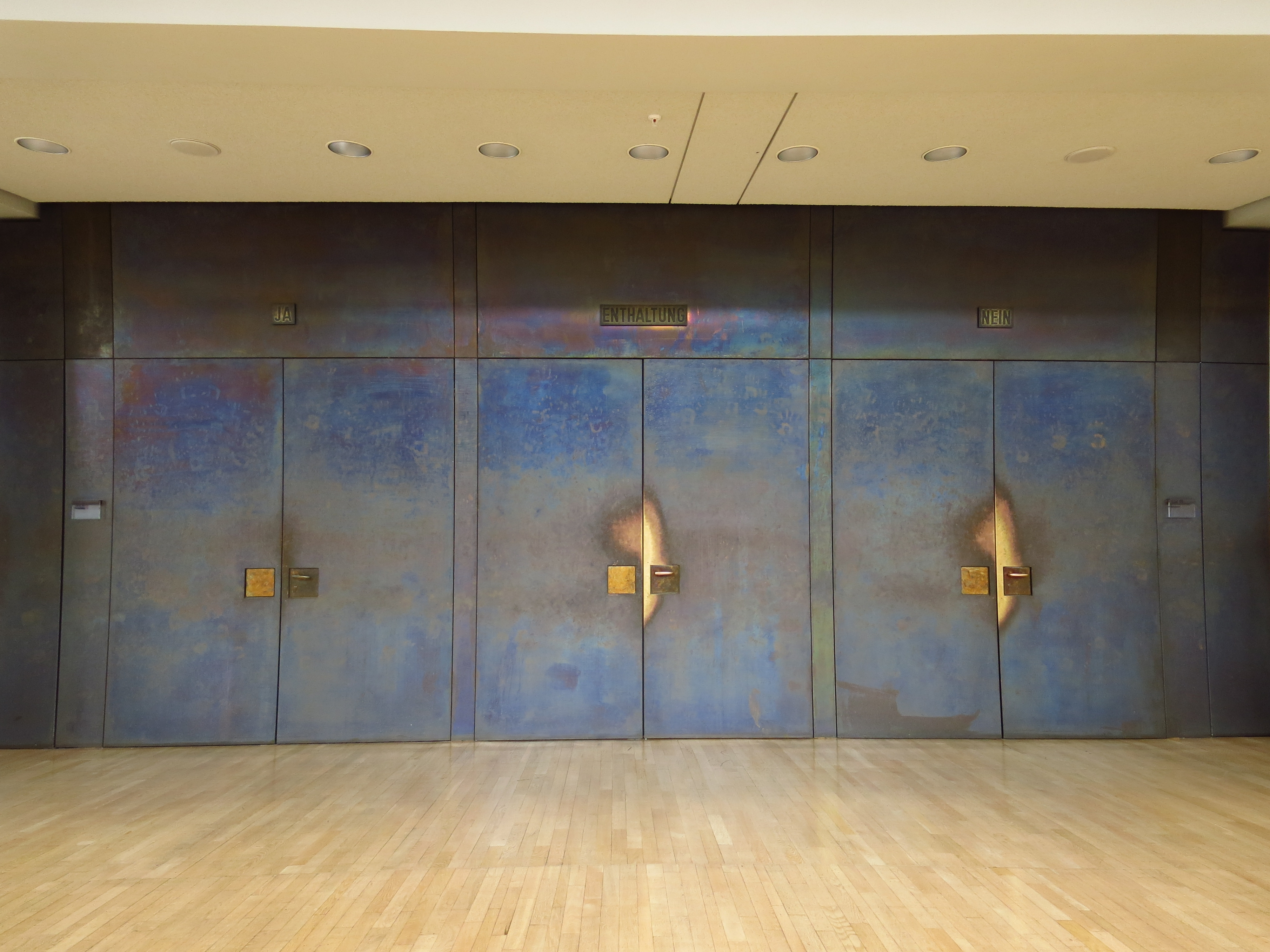
Gekennzeichnete Tür im Landtag von Nordrhein-Westfalen in Düsseldorf

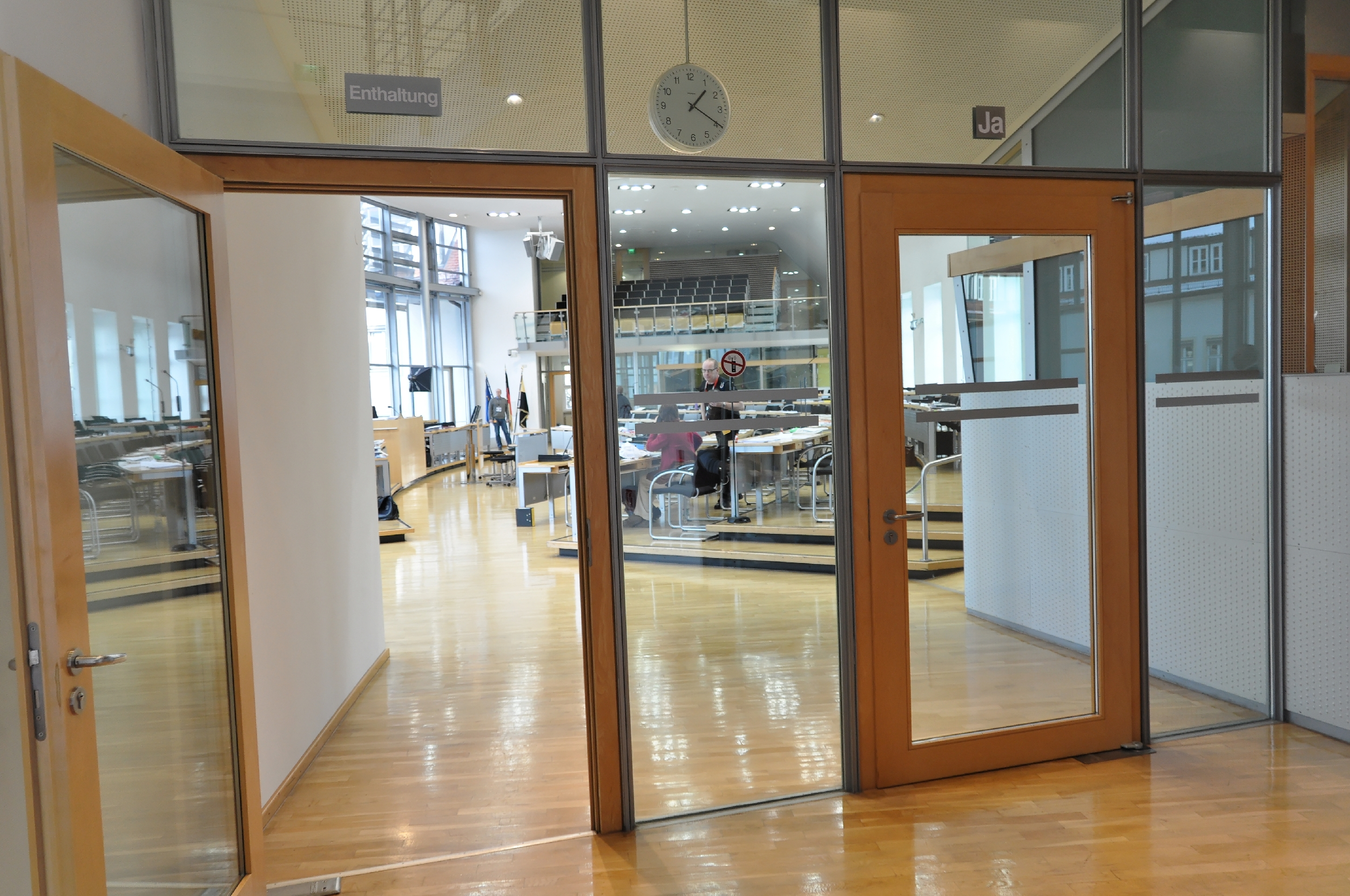
Abstimmungstüren im Landtag von Sachsen-Anhalt

Normalerweise stimmen die Abgeordneten durch einfaches Handzeichen (bzw. bei der Schlussabstimmung mit Aufstehen oder Sitzenbleiben) ab, soweit nicht zwingend eine namentliche Abstimmung oder eine geheime Wahl mit verdeckten Stimmzetteln vorgesehen ist. Ist der Sitzungsvorstand jedoch auch nach einer erneuten Abstimmung uneins über das Ergebnis, wird der Hammelsprung angeordnet.
Hierbei verlassen die Abgeordneten den Plenarsaal und betreten ihn nach Eröffnung des Zählvorgangs durch den Präsidenten wieder durch eine von drei Türen, die jeweils mit „Ja“, „Nein“ oder „Enthaltung“ bezeichnet sind. Für die Zählung stehen an jeder Tür zwei Schriftführer, die die Abgeordneten beim Durchschreiten der Tür zählen. Der Präsident gibt das Ende des Zählvorganges bekannt. Der Präsident und die diensttuenden Schriftführer geben ihre Stimme öffentlich ab. Abgeordnete, die später in den Plenarsaal eintreten, werden nicht mitgezählt und es wird das Ergebnis bekannt gegeben. Das Verfahren ist in § 51 Abs. 2 der Geschäftsordnung des Deutschen Bundestages (GOBT) geregelt.
Wird die Beschlussfähigkeit angezweifelt, so kann gemäß § 45 Abs. 2 GOBT ebenfalls per Hammelsprung überprüft werden, ob sich mehr als die Hälfte der Mitglieder im Sitzungssaal befindet; ist dies nicht der Fall, muss der Präsident die Sitzung sofort aufheben. Nach § 20 Abs. 5 GOBT kann die aufgrund einer Beschlussunfähigkeit geschlossene Sitzung am selben Tag einmal wiederholt werden, dem kann allerdings von einer Fraktion oder von fünf Prozent der Mitglieder des Bundestages widersprochen werden.
Im Falle eines Hammelsprungs ertönt auf allen Gängen des Bundestages ein Signalton und ein rotes Licht an den Uhren in den Gängen beginnt zu blinken, um den Abgeordneten zu signalisieren, dass sie sich schnellstmöglich zum Plenarsaal begeben sollten. Normalerweise halten sich dort nämlich nur jene Abgeordneten auf, die gerade „Sitzungsdienst“ haben. Um ihren Kollegen ausreichend Zeit zu geben, sich zum Hammelsprung einzufinden, verbleiben einige von ihnen daher regelmäßig zu Beginn noch einige Zeit im Plenarsaal, weil die Abstimmung nicht beginnen kann, solange nicht alle Abgeordneten diesen verlassen haben.
Eine Alternative zum Hammelsprung ist die namentliche Abstimmung nach § 52 GOBT, die jedoch explizit von einer Fraktion oder mindestens 5 % der Abgeordneten beantragt werden muss. Ein elektronisches Zählverfahren, wie es zum Beispiel in Russland, Italien, Frankreich oder der Schweiz Verwendung findet, ist nach einer kurzen Testphase im Deutschen Bundestag mit der Begründung von Manipulationsmöglichkeiten abgelehnt worden.

## In anderen Ländern

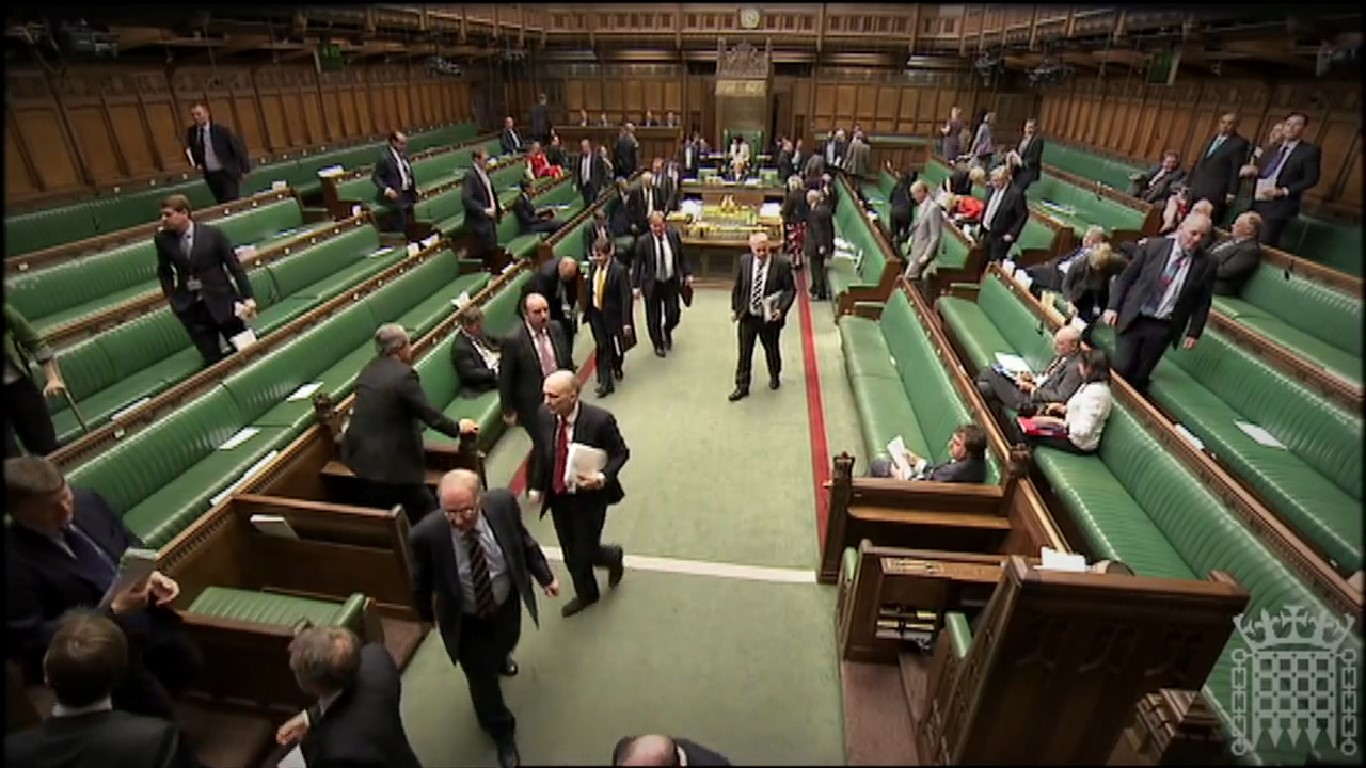
Division im House of Commons im Jahre 2012

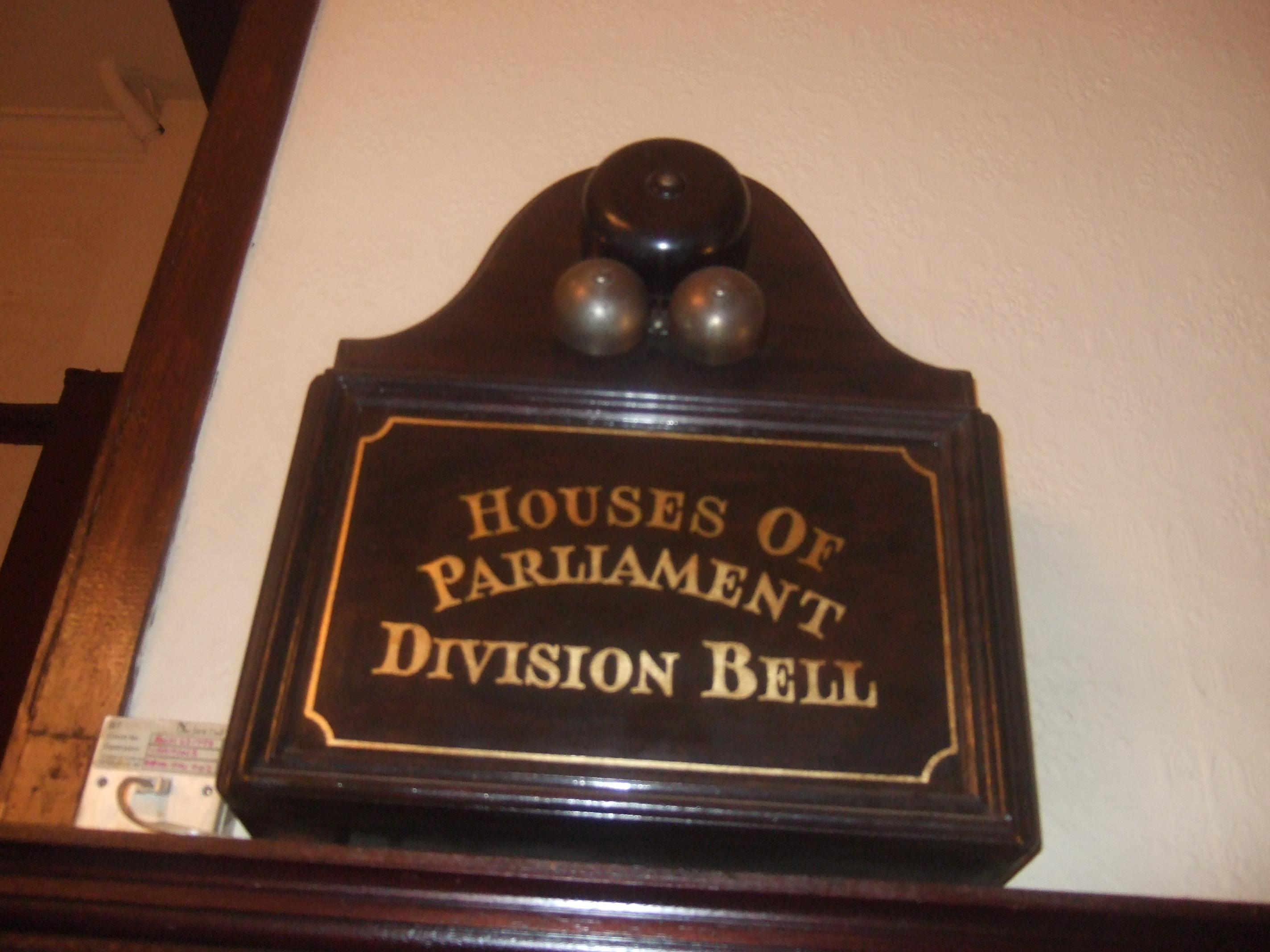
Britische Division Bell

Gleichartige Verfahren zur Feststellung von Abstimmungsergebnissen werden in vielen Demokratien angewandt, beispielsweise im britischen House of Commons und House of Lords. Der englische Begriff dafür ist division (of the assembly / of the house). Diese kommt zum Einsatz, wenn der Sprecher nicht klar erkennen kann, welche Seite die Mehrheit hat, oder seine Einschätzung angezweifelt wird. Er kündigt diese mit den Worten Division! Clear the lobby! an. Da in Großbritannien traditionell über Zuruf (Aye oder No) abgestimmt wird, kann dies regelmäßig der Fall sein. Daraufhin haben die Abgeordneten acht Minuten lang Zeit, sich in einer der beiden Vorräume (lobbies) einzufinden. Anschließend werden diese mit den Worten Lock the doors! geschlossen. Beim Austreten aus den Vorräumen werden die Stimmen der Abgeordneten von ihren dafür vorher ernannten Kollegen (tellers) namentlich gezählt und anschließend dem Sprecher mitgeteilt. Ähnlich wie im Deutschen Bundestag gibt es auch in London ein System zur Alarmierung der Abgeordneten: In allen Parlamentsgebäuden und sogar in einigen bei Abgeordneten beliebten Pubs im Umkreis des Westminster Palace sind sogenannte division bells angebracht, die im Falle einer Abstimmung läuten.
Es wird in seltenen Fällen auch in der Schweizer Landsgemeinde des Kantons Appenzell Innerrhoden angewandt. Bei mehreren tausend Anwesenden kann es dort vorkommen, dass das Ergebnis zweifelhaft bleibt.

## Geschichte
Ein ähnliches Abstimmungsverfahren wurde bereits von der römischen Volksversammlung, dem concilium plebis, angewandt. Hierbei wurden zwei Brücken aufgebaut, durch die Volksmassen in dem Abstimmungsverfahren gezählt wurden.
Das im Deutschen als „Hammelsprung“ bezeichnete Abstimmungsverfahren wurde auf Antrag des Vizepräsidenten des Deutschen Reichstages, Hans Victor von Unruh, am 9. April 1874 in die Geschäftsordnung des Reichstags eingeführt und im November 1874 auch in die Geschäftsordnung des Preußischen Abgeordnetenhauses.
Der Begriff Hammelsprung ist eine Wortschöpfung der parlamentarischen Alltagssprache, wie zum Beispiel Stimmvieh, Leithammel oder Arbeitspferd. Ein Beleg dafür, dass das Zählen von Schafen so genannt wurde, ist bisher nicht gefunden worden.
Der Architekt des Reichstagsgebäudes Paul Wallot nahm in einem Intarsienbild den Begriff „Hammelsprung“ auf. Er stellte 1894 über einer der Abstimmungstüren – der Ja-Tür – im Berliner Reichstagsgebäude dar, wie der von Odysseus geblendete Zyklop Polyphem seinen Widdern über den Rücken streicht, weil er glaubt, auf ihrem Rücken sitzend würden Odysseus und seine Gefährten aus der Gefangenschaft fliehen wollen. Tatsächlich hielten sie sich unter dem Bauch hängend im Fell der Widder fest. Die Nein-Tür zeigte die schlesische Märchen- und Sagengestalt Rübezahl. Im Reichstag der Kaiserzeit waren lediglich zwei Türen vorhanden, eine für die Zählung der Ja- und eine für die Zählung der Nein-Stimmen.
Bei der Sitzung am 9. April 1874 wurde auch schon einmal die Idee verworfen, eine „elektrische Abstimmungsmaschine“ in Gebrauch zu nehmen. Ein solches Gerät war dem Reichstag von der Firma Siemens & Halske angeboten worden, seine Installation wurde aber nach längerer Diskussion mit dem Hinweis abgelehnt, dass diese Abstimmungsform nicht mit der Würde des Reichstags vereinbar sei.
In den ersten 19 Bundestagen (1949–2019) kam es zu insgesamt 588 Hammelsprüngen.
Der erste Hammelsprung in der 20. Wahlperiode (2021–2025) fand am 6. Juli 2022 statt.

## Wissenswertes
Der Begriff „Hammelsprung“, im Französischen wörtlich übersetzt Saut-de-mouton, bezeichnet dort ein Überwerfungsbauwerk.